# Kún Kocsárd
Kún Kocsárd (Ozsdola, 1490 körül – Nagyvárad, 1536 augusztus 24.) hadvezér.

## Élete
Ozsdolán született 1490 táján. 1526-ban Szapolyai János szegedi táborában a háromszéki lovasság vezére volt, majd 1526. november elején is ott volt a székesfehérvári királyválasztó gyűlésen, és János király koronázásán már mint a székely hadak vezére és Buda várának főkapitánya vett részt.
1528. szeptember 23-án is a székely hadak nyitottak utat a Lengyelországba menekült János királynak a visszatérésre, a Sárospataknál vívott győzelmes csatával, mikor Báthory István, Kún Kocsárd, Czibak Imre erdélyi hadakkal várták a határon és hozták vissza Lippára a bujdosó királyt.
Kún Kocsárd Kolozsvárnál hadsereggel várta somlyai Báthory Istvánt is, kit János király az erdélyi ügyek rendezése végett királyi helytartóul küldött Erdélybe.
1528 karácsonyán a székelyudvarhelyi székely nagygyűléssel elismertette János királyt, szolgálatai jutalmául 1535-ben az algyógyi uradalmat kapta.
1536 augusztusában Szatmár várát megostromolta és visszafoglalta azt János királynak. Az ostrom közben azonban megsebesült, és sebesülésébe belehalt.